# Dizzy Red Riding Hood
Dizzy Red Riding Hood es un cortometraje de animación estadounidense de 1931, de la serie Talkartoons. Fue producido por los estudios Fleischer y distribuido por Paramount Pictures. 
El argumento se basa en el cuento de Caperucita Roja (Little Red Riding Hood).

## Argumento
Betty Boop sale de casa para ir a visitar a su abuela, que vive más allá de un peligroso bosque donde acecha un feroz lobo. Bimbo la sigue furtivamente. El encuentro con el lobo provoca un desenlace inesperado que culminará en casa de la abuelita.

## Realización
Dizzy Red Riding Hood es la trigésima entrega de la serie Talkartoons (dibujos animados parlantes) y fue estrenada el 12 de diciembre de 1931.
Este podría ser el primer corto en que aparece Betty Boop como personaje humano, pero no está claro, pues sus orejas están tapadas.
Las voces de los personajes corresponden a Ann Little (Betty Boop) y Billy Murray (Bimbo).